# Vantage Vehicle International

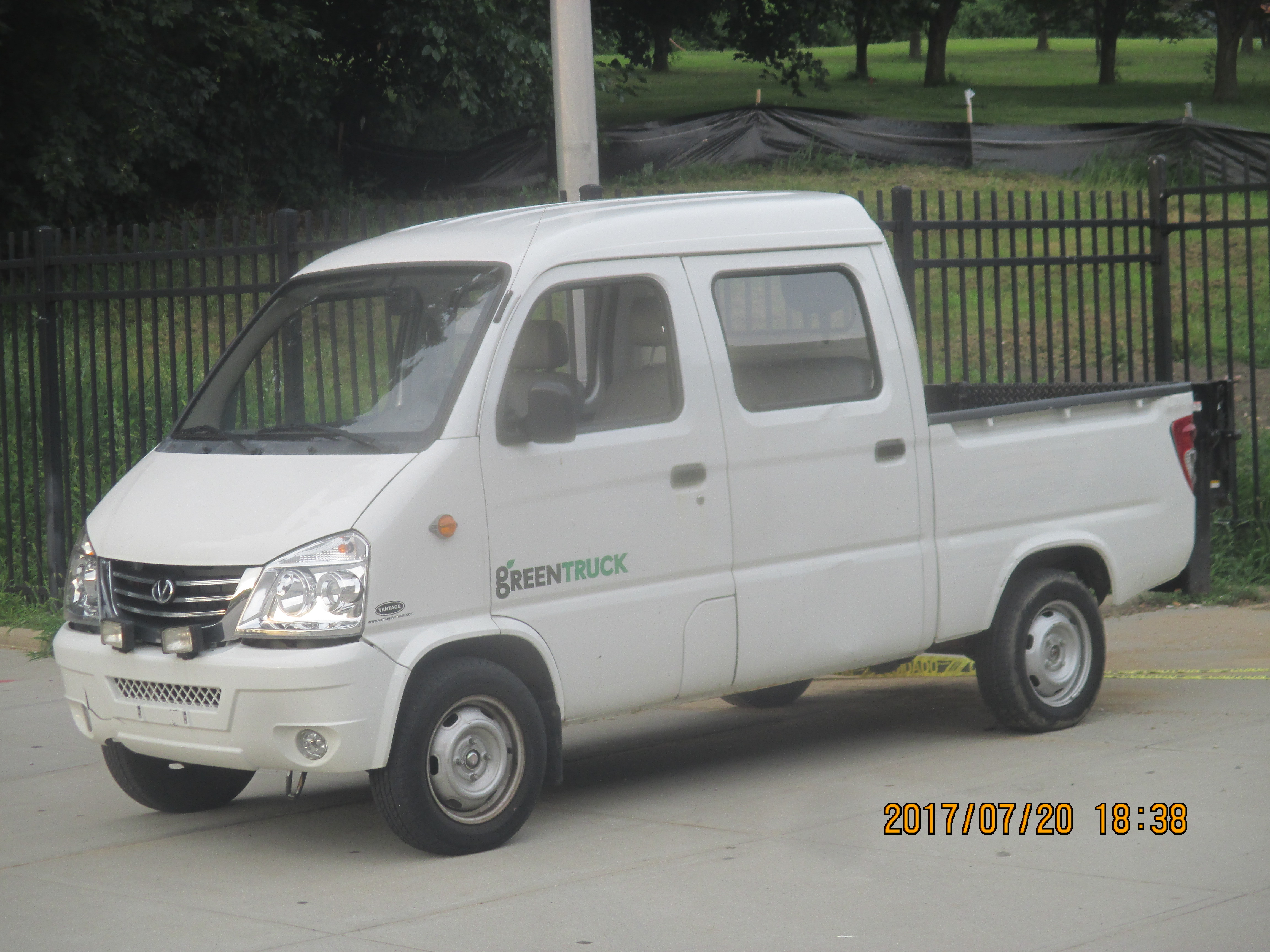
Vantage GreenTruck

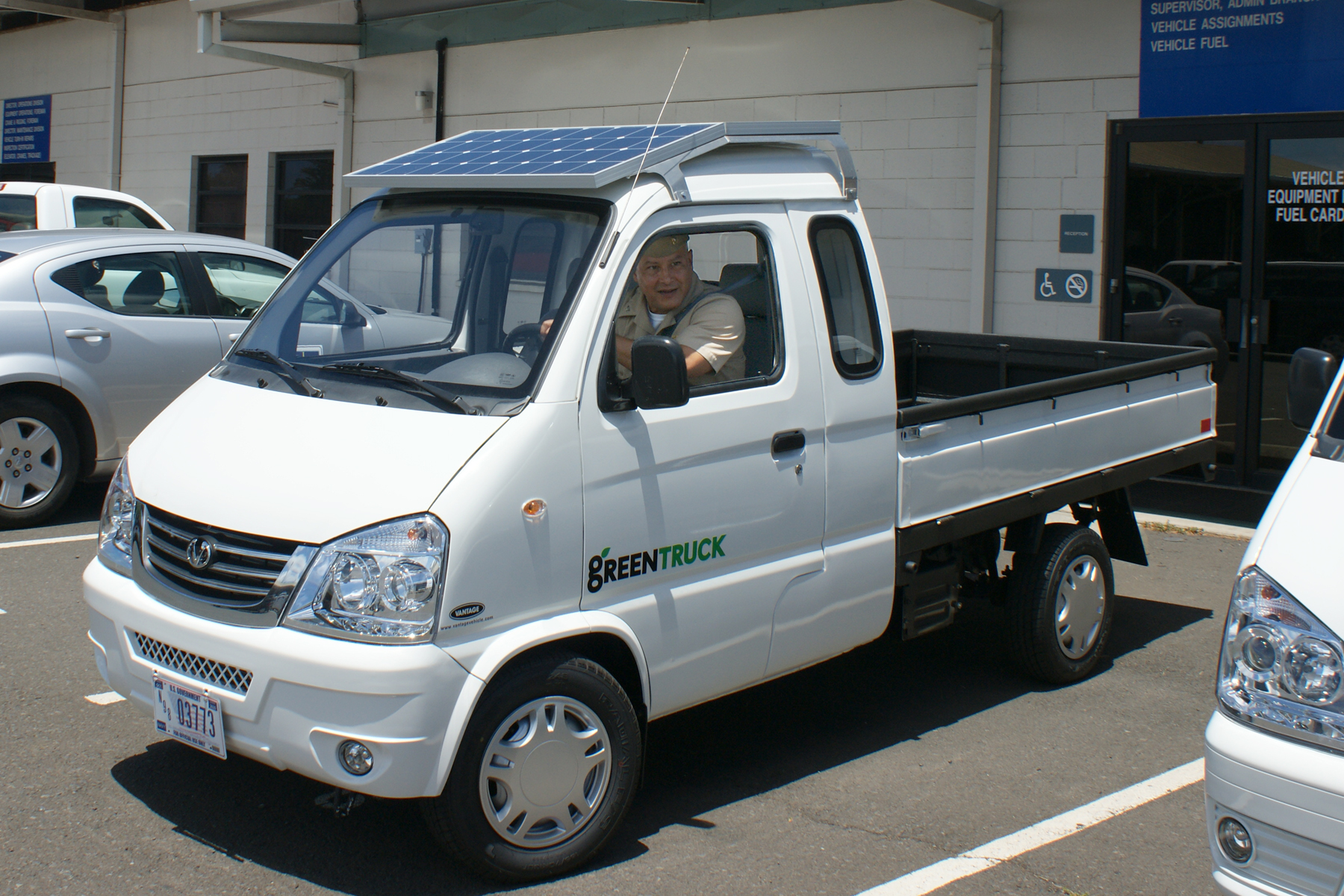
Vantage GreenTruck Single Cab

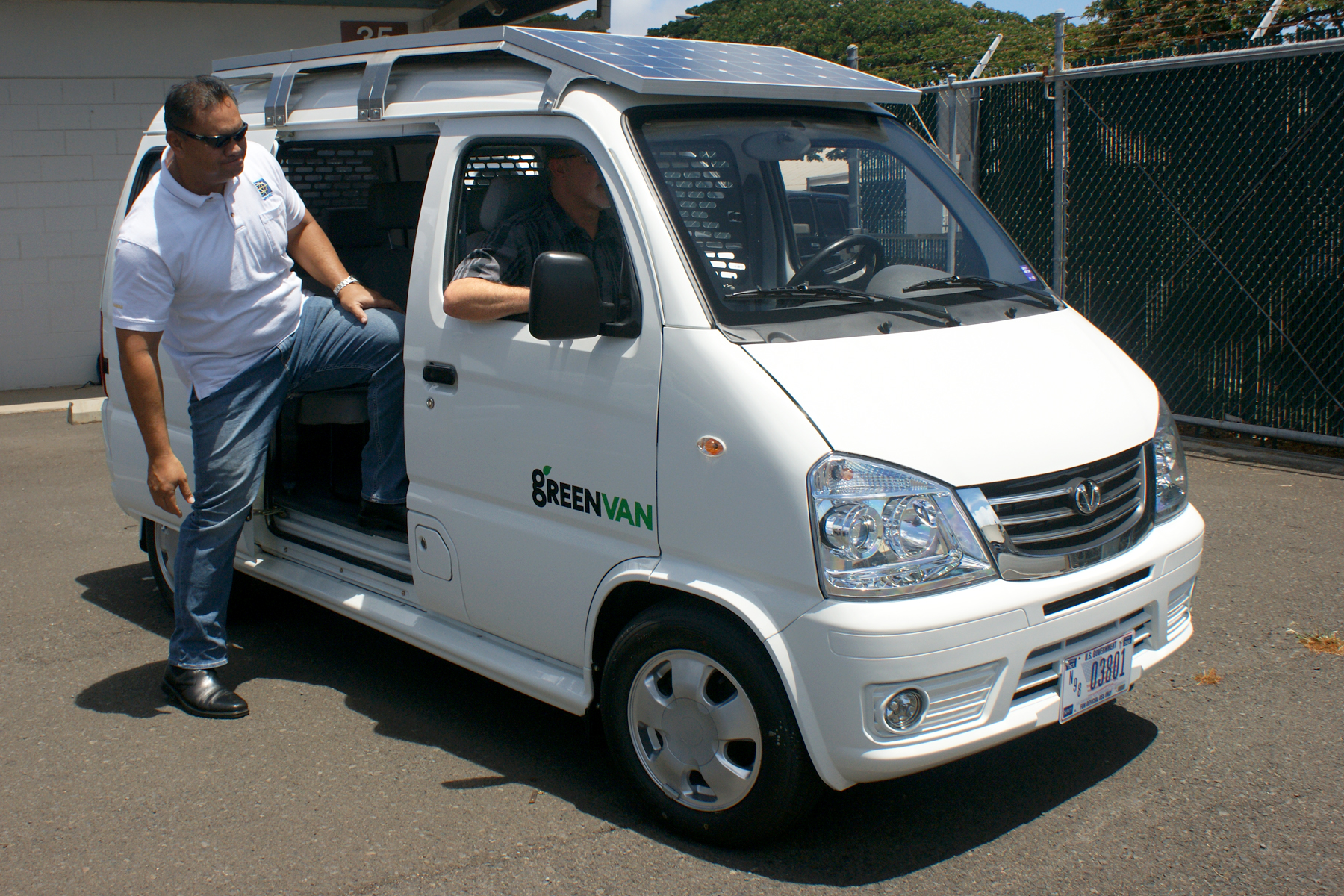
Vantage GreenVan Camper

Vantage Vehicle International – amerykański producent elektrycznych i spalinowych samochodów dostawczych z siedzibą w Coronie działający od 1999 roku.

## Historia

### Początki
Przedsiębiorstwo Vantage Vehicle International założone zostało w 1999 roku w amerykańskim mieście Corona w Kalifornii z inicjatywy inżyniera Michaela Paka, który z branżą elektrycznych układów napędowy był wówczas związany od ponad 20 lat. Przez początkową dekadę działalności firma skoncentrowana była na rozwoju elektrycznych układów napędowych, co zmianie uległo w styczniu 2009 roku - wówczas firma zdecydowała się wkroczyć do branży motoryzacyjnej jako marka elektrycznych samochodów dostawczych. 

### Marka samochodów
W tym celu nawiązano współpracę z chińskim koncernem FAW Group, który w ramach linii modelowej FAW Jilin V52 dokonał konwersji tego modelu na pojazd w pełni elektryczny, w zależności od wariantu nadwoziowego nazywając go GreenTruck w przypadku pickupa lub GreenVan w przypadku dostawczego furgona. Premiera tej linii modelowej zapoczątkowała budowę ogólnokrajowej sieci dealerskiej na terenie różnych miast Stanów Zjednoczonych.
Na przełomie drugiej i trzeciej dekady XXI wieku Vantage gruntownie odświeżyło swoją ofertę. Tym razem zawiązało współpracę z chińskim DFSK, importując jego furgonetkę K-Series pod nazwą Active lub eActive dla odmiany elektrycznej, a ponadto - z tajwańskim China Motor Corporation, wzbogacając ofertę o jego model CMC Veryca pod nazwą Vantage Primo X.

## Modele samochodów

### Obecnie produkowane

#### Samochody dostawcze
- Active
- Primo X

#### Samochody elektryczne
- eActive

### Historyczne
- GreenTruck (2009–2019)
- GreenVan (2009–2019)
- Primo (2009–2019)